# حريشينات
الحريشينات (الاسم العلمي: Lithobioidea) هو فيلق من المفصليات يتبع رتيبة الحريشاويات من رتبة حريشيات الشكل.

## فصائل
- حريشية

## أجناس
- الحريش